# Sounds (britische Zeitschrift)
Das britische Musikmagazin Sounds war eine wöchentlich erscheinende Zeitschrift für populäre Musik, die 1970 zum ersten Mal erschien.
Um 1980 wurde Sounds für seine Berichte über harte Gitarrenmusik (Hardrock, New Wave of British Heavy Metal, Punk, Oi!) bekannt. 1981 erschien zum ersten Mal die Heavy-Metal-Beilage Kerrang!, die als Spin-off eigenständig wurde und bis heute existiert.
Lange Zeit galt das Magazin neben dem Melody Maker und dem NME als eine der drei wichtigsten Pop/Rock-Publikationen in Großbritannien. Beim Sounds wirkten einige heute prominente Federn mit wie Gary Bushell und der Comiczeichner Alan Moore. 1991 wurde das Magazin wegen sinkender Verkäufe eingestellt.